# تي آر إس-80 كولر كمبيوتر

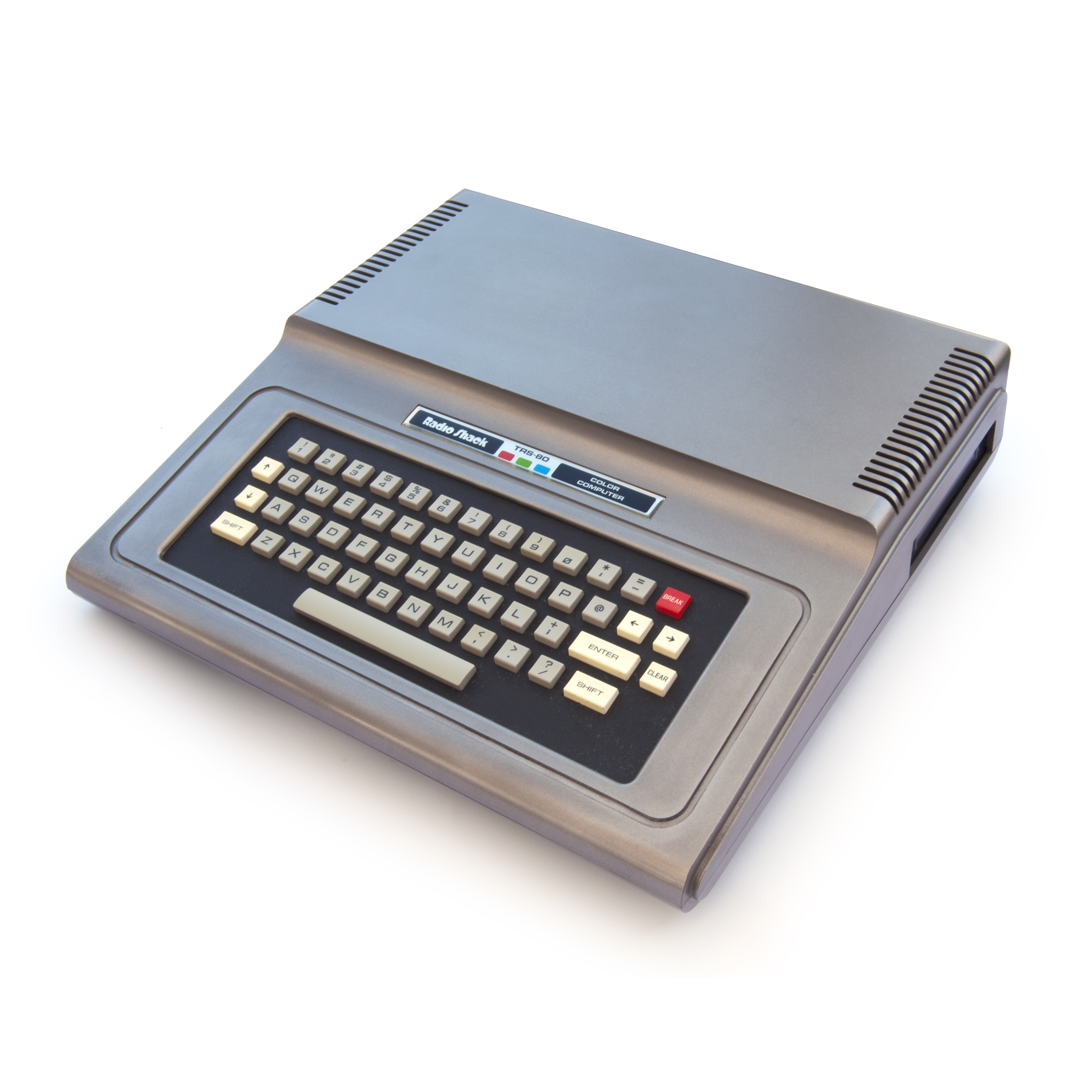
تي آر إس-80 كولر كمبيوتر

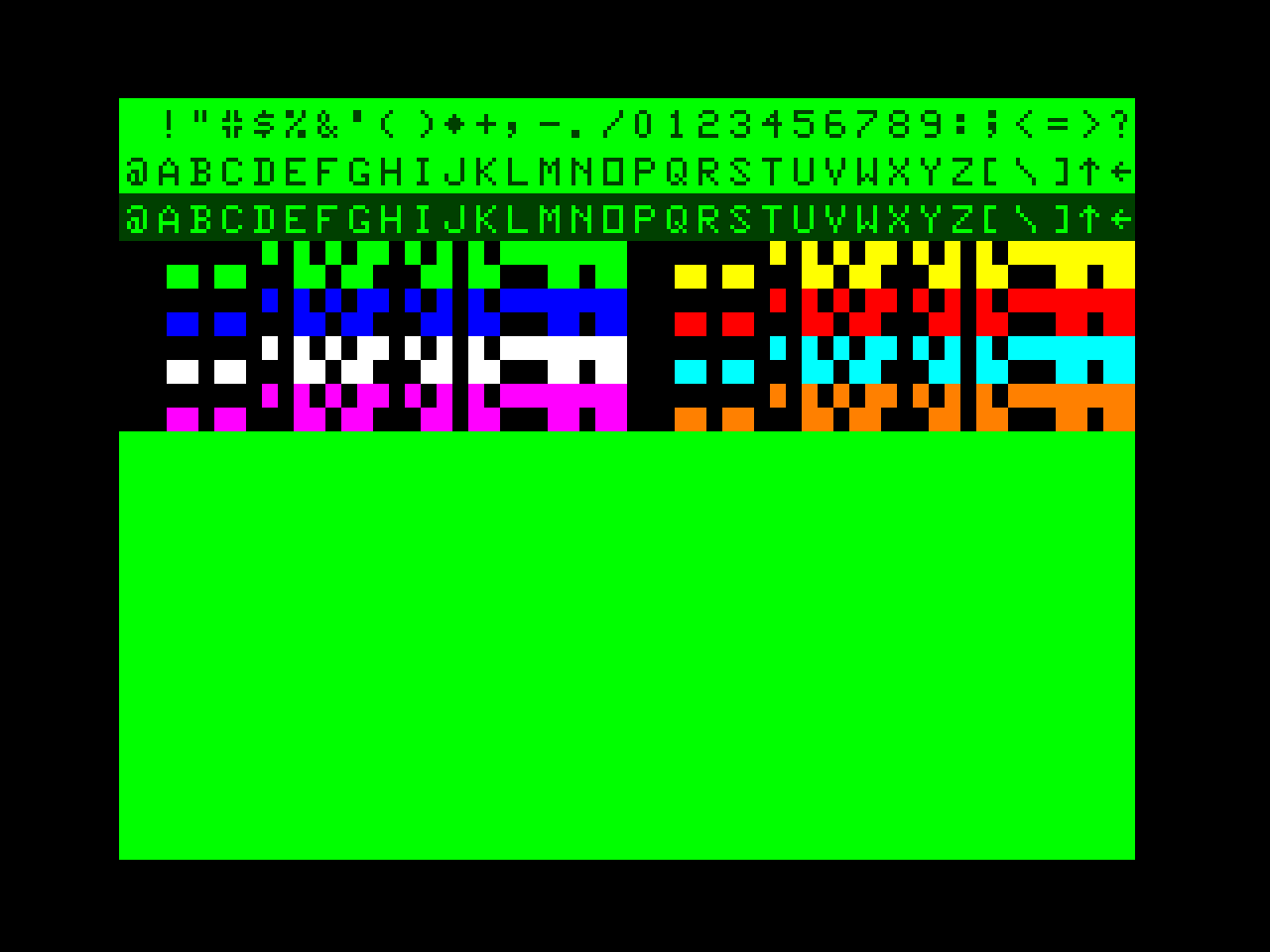
النظام مدعوم بتسعة ألوان

تي آر إس-80 كولر كمبيوتر (بالإنجليزية: TRS-80 Color Computer)‏، هو جهاز حاسوب منزلي من تطوير شركة تاندي وصنع شركة موتورولا الأمريكية، نزل إلى السوق سنة 1980م، وهو جهاز حاسوب مدعوم بتسعة ألوان، وأعلن حل الحاسوب سنة 1991م.

## وصلات خارجية
- CoCo: The Colorful History of Tandy’s Underdog Computer
- CoCo Chronicles, a history of the Color Computer
- CoCopedia, the TRS-80 CoCo Wiki
- The Tandy Color Computer Resource Site
- Color computer technical reference or Color computer technical reference.pdf نسخة محفوظة 27 مارس 2012 على موقع واي باك مشين.
- Mocha - The JavaScript Color Computer Emulator